# Disney's Nine Old Men
Disney's Nine Old Men (Nederlands: Negen Oude Mannen van Disney) was de bijnaam van een groep mannen die de kern vormden van de grote groep animatoren en regisseurs. Ze produceerden het beroemde vroege werk van de Walt Disney Studios, beginnend met de avondvullende tekenfilm Sneeuwwitje en de zeven dwergen. De bijnaam was een hint naar de actuele politiek in de Verenigde Staten, waar president Franklin Delano Roosevelt in een voortdurende strijd was verwikkeld met de "nine old men" van het Hooggerechtshof.
De groep bestond uit:
- Les Clark - werkte vanaf 1927 voor Disney en was gespecialiseerd in het tekenen van Mickey Mouse. Hij overleed in 1979.
- Ollie Johnston - werkte vanaf 1935 voor Disney, om te beginnen  met Sneeuwwitje. Produceerde later, samen met Frank Thomas, de "bijbel voor animators": The Illusion of Life. In april 2008 overleed hij als laatste van de Nine Old Men.
- Frank Thomas - werkte vanaf 1934 voor Disney. Hij overleed in 2004.
- Wolfgang Reitherman - werkte vanaf 1935 voor Disney als animator, producent en regisseur. Hij regisseerde tussen 1959 en 1977 verschillende Disneyfilms. Hij overleed in 1985.
- John Lounsbery - begon in 1935. In de jaren zeventig werkte hij als regisseur aan The Many Adventures of Winnie The Pooh en The Rescuers. In februari 1976 overleed hij als eerste van de Nine Old Men.
- Eric Larson - werkte vanaf 1933 voor Disney en was op latere leeftijd de belangrijkste mentor voor de nieuwe generatie Disneytekenaars. Hij overleed in 1988.
- Ward Kimball - werkte vanaf 1934 voor Disney. Hij overleed in 2002.
- Milt Kahl - begon in 1934 te werken aan Sneeuwwitje en werd een van de beste animators die ooit voor de studio werkte. Hij overleed in 1987.
- Marc Davis - begon in 1935 aan Sneeuwwitje en ontwikkelde later de figuren Bambi en Stampertje (in Bambi) en Cruela DeVil (in 101 Dalmatiërs). Davis was verantwoordelijk voor de personageontwikkeling in Pirates of the Caribbean en Haunted Mansion, beide attracties in Disneyland. Hij overleed in 2000.